# Ка Дел'Ои (Бреша)
Ка Дел'Ои је насеље у Италији у округу Бреша, региону Ломбардија.
Према процени из 2011. у насељу је живело 22 становника. Насеље се налази на надморској висини од 205 м.